# Jorge Vázquez
Jorge Vázquez (* 13. März 1950 in Lomas de Zamora, Provinz Buenos Aires, Argentinien) ist ein argentinischer römisch-katholischer Geistlicher und emeritierter Bischof von Morón.

## Leben
Jorge Vázquez empfing am 31. März 1983 das Sakrament der Priesterweihe durch den Bischof von Lomas de Zamora, Desiderio Elso Collino.
Am 3. Dezember 2013 ernannte ihn Papst Franziskus zum Titularbischof von Castra Nova und bestellte ihn zum Weihbischof in Lomas de Zamora. Die Bischofsweihe spendete ihm der Bischof von Lomas de Zamora, Jorge Rubén Lugones SJ, am 29. Dezember desselben Jahres. Mitkonsekratoren waren der Erzbischof von Santa Fe de la Vera Cruz, José María Arancedo, und der Bischof von Rafaela, Luis Alberto Fernández. Jorge Vázquez war zudem Generalvikar des Bistums Lomas de Zamora.
Papst Franziskus ernannte ihn am 3. Februar 2017 zum Koadjutorbischof von Morón. Mit dem altersbedingten Rücktritt Luis Guillermo Eichhorns am 30. Juni 2017 folgte er diesem als Bischof von Morón nach.
Am 28. Mai 2025 nahm Papst Leo XIV. das altersbedingte Rücktrittsgesuch von Jorge Vázquez an.